# Quilamba Quiaxi
Quilamba Quiaxi es un municipio de la Provincia de Luanda, en Angola. Pertenece al área metropolitana de Luanda.

## Geografía
Su término tiene una extensión superficial de 64,1 km² y 233 754 habitantes.
Limita al oeste con el municipio de Luanda, al este con Viana y al sur con Talatona.
Diseñado para albergar a medio millón de personas, Quilamba Quiaxi ha sido levantado por la empresa estatal China International Trust y el Investment Corporation en menos de tres años a un costo de US$3.500 millones.
Pero los apartamentos de Quilamba Quiaxi cuestan entre US$120.000 y US$200.000, por lo que están fuera del alcance de los cerca de dos tercios de angoleños que viven con menos de US$2 dólares al día y que prácticamente no tiene acceso a crédito bancario.
Ello ha hecho que, casi un año después de que el primer lote de 2800 apartamentos saliera a la venta, tan sólo 220 hayan sido vendidos.

## Comunas
Forman parte de este municipio la comunas de Neves Bendinha, Golfe 1 y 2, Palanca, 28 de Agosto, Havemos de Voltar, Vila Estoril, Camama 1 y 2 y Projecto Nova Vida.